# Onycholabis
Onycholabis – rodzaj chrząszcza z rodziny biegaczowatych i podrodziny Platyninae.

## Taksonomia
Rodzaj został opisany w 1873 roku przez Henry'ego Waltera Batesa, który jego gatunkiem typowym ustanowił gatunek Onycholabis sinensis.

## Opis
Chrząszcze te osiągają od 9 do 12,5 mm długości ciała wraz z żuwaczkami. Ciało czarne z wyjątkiem niewybarwionych, brązowych osobników. Żuwaczki, labrum oraz bródka czerwono-brązowe, a głaszczki, odnóża i czułki jasnożółte do brązowych. Na głowie oraz podstawie i bokach przedplecza mikrorzeźba w postaci siateczki o równych oczkach, a na dysku przedplecza siateczki poprzecznej. Czułka dułgie, sięgające za barki do połowy pokryw, o członach III-XI omszonych, a ich trzeci człon 4 razy dłuższy od drugiego. Oczy duże i półkuliste. Skronie połowy długości oczu. Dołki czołowe głębokie. Ciemię wypukłe i gładkie. Przedplecze trapezoidalne lub sercowate, gładkie. Dołki podstawowe wąskie, głębokie. pomarszczone i punktowane. Boki przedplecza z jedną szczecinką za środkiem. Wyrostek przedpiersia zaokrąglony na wierzchołku. Pokrywy gładkie, błyszczące o rzędach głębokich, punktowanych w podstawowych ¾. Międzyrzędy płaskie lub nieco wypukłe, bez punktacji z 2 lub 3 porowymi, uszczecinionymi punktami na trzecim.

## Biologia
Owady te są higrofilne i aktywne nocą. Bytują na ścianach kanałów oraz kamienistych wybrzeżach rzek i strumieni.

## Występowanie
Przedstawiciele tego rodzaju występują we wschodniej i południowo-wschodniej Azji od Indii po Japonię i Wietnam.

## Systematyka
Do tego rodzaju zalicza się 6 opisanych gatunków:
- Onycholabis acutangulus Andrewes, 1923
- Onycholabis melitopus Bates, 1892
- Onycholabis nakanei Kasahara, 1986
- Onycholabis pendulangulus Liang et Imura, 2003
- Onycholabis sinensis Bates, 1873
- Onycholabis stenothorax Liang et Kavanaugh, 2005